# Michael Tiddes
Pour les articles homonymes, voir Tiddes.
Michael Tiddes  ne le 30 octobre 1975  a  Ridgewood, dans le New Jersey, aux États-Unis  est un scénariste, réalisateur et producteur de cinéma américain.

## Filmographie partielle

### Réalisateur
- 2007 : Crawl Space
- 2010 : Fred (en) (série TV)
- 2011 : In the Flow with Affion Crockett (en) (série TV)
- 2013 : Ghost Bastards (Putain de fantôme) (A Haunted House)
- 2014 : Ghost Bastards 2 (A Haunted House 2)
- 2015 : #DreamRideLA
- 2016 : Cinquante nuances de black (Fifty Shades of Black)
- 2017 : Naked